# Kamil Dąbrowa
Kamil Paweł Dąbrowa (ur. 1973) – polski dziennikarz, dyrektor Programu IV (2005–2006) i Programu I (2011–2016) Polskiego Radia, w latach 2018–2020 rzecznik prasowy prezydenta m.st. Warszawy.

## Życiorys
Absolwent I Liceum Ogólnokształcącego im. Józefa Ignacego Kraszewskiego w Białej Podlaskiej. Ukończył studia filozoficzne na Wydziale Filozofii i Socjologii Uniwersytetu Warszawskiego.
Pracę jako dziennikarz zaczął w Radiu Jazz. W latach 2001–2003 był szefem programowym Radiostacji, w latach 2005–2006 pełnił funkcję dyrektora Polskiego Radia Bis. Od listopada 2006 do marca 2007 był zastępcą dyrektora programowego w Roxy FM. Następnie rozpoczął pracę w Tok FM, od listopada 2007 był tam dyrektorem muzycznym. W rozgłośni był gospodarzem Wieczorów radia Tok FM oraz weekendowych Poranków Tok FM.
Prowadził razem z Grzegorzem Markowskim program Jazda po klipach w VH1 Polska. W latach 2008–2011 również z Grzegorzem Markowskim współprowadził niedzielne Szkło kontaktowe w TVN24, powrócił do tego programu w 2016. Od września 2011 do grudnia 2015 prowadził program Kultura, głupcze w TVP2. Był również jednym z gospodarzy porannego programu Pytanie na śniadanie.
24 października 2011 objął stanowisko dyrektora Radiowej Jedynki. Na początku stycznia 2016 zainicjował akcję polegającą na odtwarzaniu o każdej pełnej godzinie naprzemiennie Mazurka Dąbrowskiego i Ody do radości. Miało to zwrócić uwagę na istniejące jego zdaniem zagrożenie niezależności mediów związane z uchwaloną z inicjatywy PiS nowelizacją tzw. ustawy medialnej. Przewidziała ona niezwłoczne wygaszenie mandatów członków zarządów i rad nadzorczych mediów publicznych, a także przekazanie wyłącznej kompetencji nominacyjnych w gestię ministra skarbu państwa. 8 stycznia 2016, w dniu wejścia w życie tej ustawy i powołaniu nowego prezesa Polskiego Radia, Kamil Dąbrowa został odwołany z funkcji dyrektora Radiowej Jedynki.
W grudniu 2016 objął stanowisko redaktora naczelnego sieci Radio Zet Gold, a we wrześniu 2017 został redaktorem naczelnym Meloradia.
W grudniu 2018 został wybrany rzecznikiem prasowym prezydenta m.st. Warszawy Rafała Trzaskowskiego. Funkcję zaczął sprawować 1 stycznia 2019, rezygnując tym samym z kierowania Meloradiem i kończąc współpracę ze Szkłem kontaktowym. Pełnił ją do marca 2020. W 2018 został również wicedyrektorem biura marketingu miasta w warszawskim ratuszu.
Odznaczony Brązowym Medalem „Za zasługi dla obronności kraju” (2012).